# Arsac-en-Velay
Arsac-en-Velay ist eine französische Gemeinde mit 1.216 Einwohnern (Stand 1. Januar 2022) im Département Haute-Loire in der Region Auvergne-Rhône-Alpes; sie gehört zum Arrondissement  Le Puy-en-Velay und zum Kanton Le Puy-en-Velay-4. Sie liegt am Flüsschen Laussonne.

## Bevölkerungsentwicklung
| Jahr                       | 1962 | 1968 | 1975 | 1982 | 1990 | 1999 | 2007 | 2017 |
| Einwohner                  | 446  | 526  | 555  | 757  | 870  | 915  | 1078 | 1208 |
| Quellen: Cassini und INSEE |      |      |      |      |      |      |      |      |

## Sehenswürdigkeiten

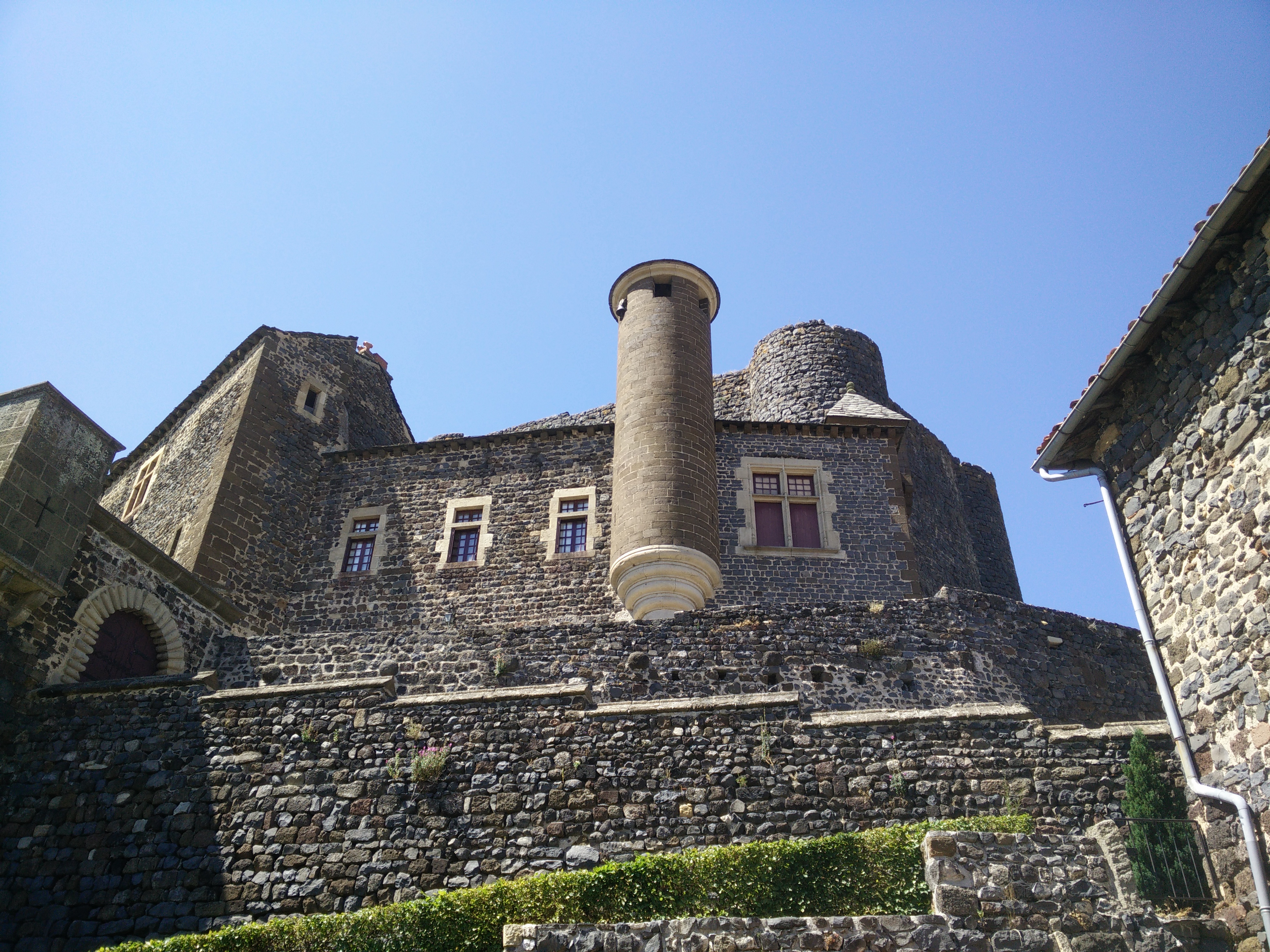
Schloss Bouzols
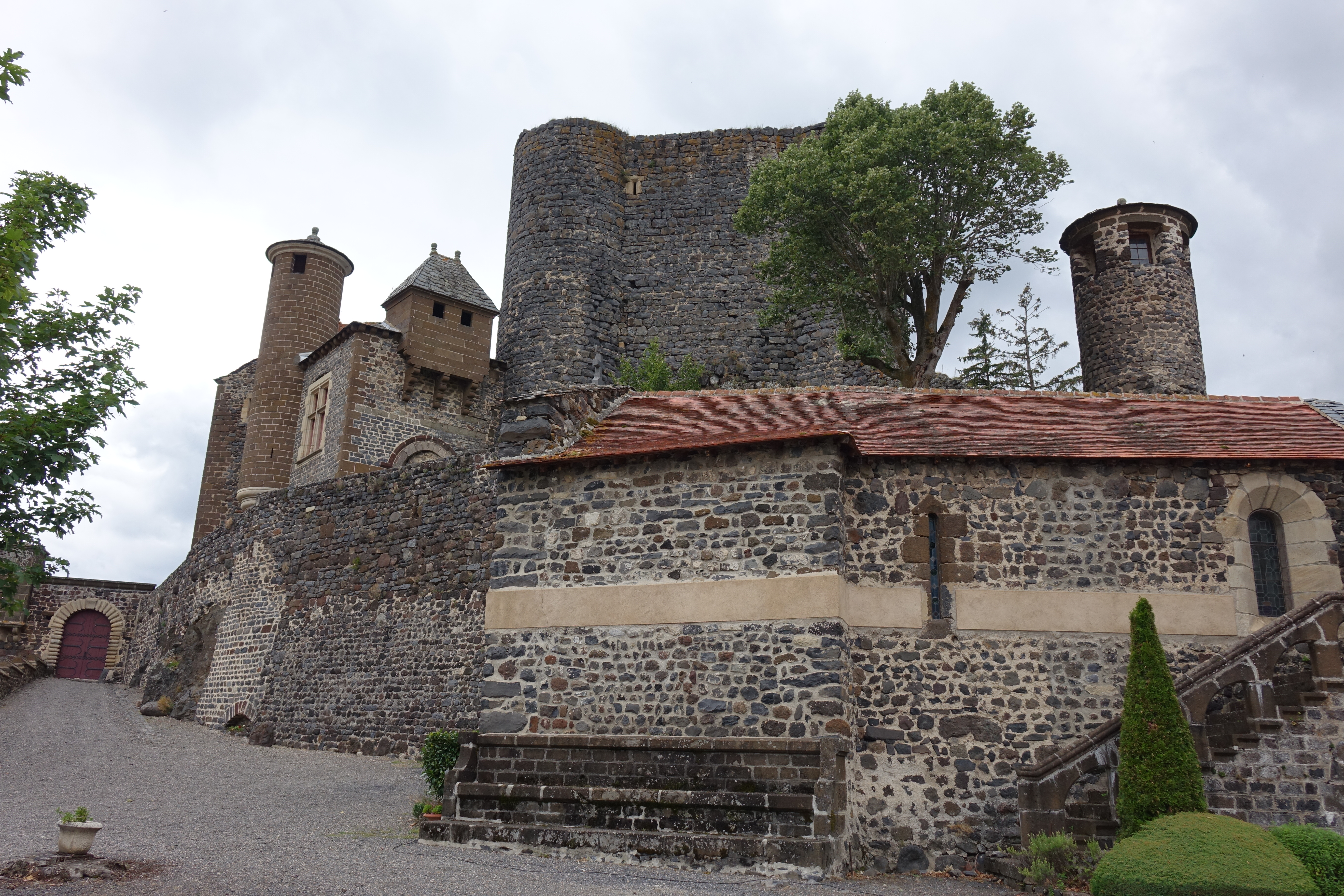
Schlosskapelle

- Schloss Bouzols
- Schlosskapelle